# Le Détachement féminin rouge (film, 1961)

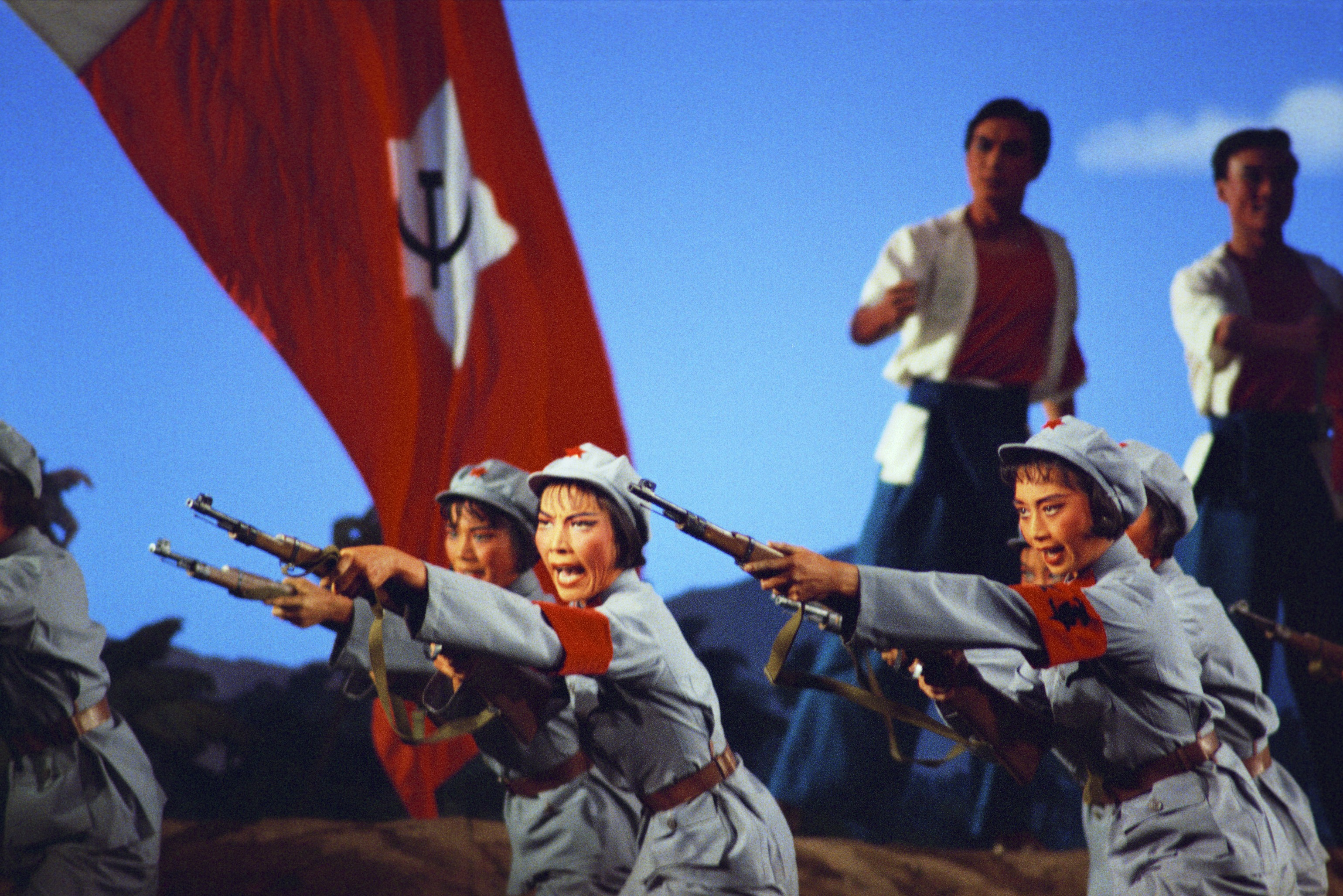
Photo du ballet inspiré par le film.

Pour les articles homonymes, voir Le Détachement féminin rouge.
Le Détachement féminin rouge (红色娘子军, hóngsè niángzǐjūn) est un film chinois réalisé par Xie Jin, sorti en 1961, à propos d'un détachement féminin de l'armée rouge du parti communiste chinois, contre l'armée du parti nationaliste chinois (Kuomintang). Il a inspiré un ballet éponyme, Le Détachement féminin rouge, qui était l'un des huit opéras modèles autorisés pendant la révolution culturelle.

## Synopsis
Le film raconte l'histoire d'un groupe de femmes, originaires de l'île de Hainan, qui participèrent à la guerre civile contre le Kuomintang, dans la Chine des années 1930.

## Fiche technique
- Titre : Le Détachement féminin rouge
- Titre original : 红色娘子军, Hong se niang zi jun
- Réalisation : Xie Jin
- Scénario : Xin Liang
- Musique : Zhun Huang
- Photographie : Xilin Shen
- Pays d'origine : Chine
- Format : Couleurs - Mono - 35 mm
- Genre : Guerre
- Date de sortie : 1961

## Distribution
- Qiang Chen : Nan ba tian
- Xin-Gang Wang : Hong Changqing
- Mei Xiang : Honglian
- Xijuan Zhu : Wu Qionghua

## Autour du film
Le film est l'objet d'une parodie dans le film comique de Jean Yanne Les Chinois à Paris (1974). Plusieurs séquences d'un  « opéra  prolétarien »,  Carmeng , sont insérées à l'intérieur du film.